# Scottish FA Cup 2011/12
Der Scottish FA Cup wurde 2011/12 zum 127. Mal ausgespielt. Der schottische Pokalwettbewerb begann am 24. September 2011 und endete mit dem Finale am 19. Mai 2012 in dem sich Heart of Midlothian gegen Hibernian Edinburgh im Edinburgh Derby mit 5:1 durchsetzte. Der Pokalsieger war für die Playoff-Runde der UEFA Europa League 2012/13 startberechtigt.

## 1. Runde
Ausgetragen wurden die Begegnungen am 24. September 2011. Das einzige Wiederholungsspiel fand am 1. Oktober 2011 statt.
|                        | Ergebnis |                                 |
| ---------------------- | -------- | ------------------------------- |
| FC Culter              | 4:0      | FC Burntisland Shipyard Amateur |
| FC Dalbeattie Star     | 1:6      | FC Inverurie Loco Works         |
| Edinburgh City         | 3:0      | Brora Rangers                   |
| Edinburgh University   | 0:3      | Whitehill Welfare               |
| Forres Mechanics       | 2:2      | Irvine Meadow XI                |
| FC Fort William        | 0:4      | Boness United                   |
| FC Fraserburgh         | 4:3      | FC Civil Service Strollers      |
| Gala Fairydean Rovers  | 8:1      | FC Hawick Royal Albert          |
| Glasgow University     | 0:4      | Cove Rangers                    |
| FC Huntly              | 6:1      | FC Newton Stewart               |
| FC Lossiemouth         | 1:2      | FC Auchinleck Talbot            |
| Nairn County           | 2:1      | FC Selkirk                      |
| FC Rothes              | 0:3      | Clachnacuddin F.C.              |
| St. Cuthbert Wanderers | 0:2      | FC Keith                        |
| FC Vale of Leithen     | 1:0      | FC Girvan                       |
| Wick Academy           | 9:1      | FC Coldstream                   |
| FC Wigtown & Bladnoch  | 2:0      | Preston Athletic                |

### Wiederholungsspiele
|                     | Ergebnis |                  |
| ------------------- | -------- | ---------------- |
| FC Irvine Meadow XI | 6:3      | Forres Mechanics |

## 2. Runde
Ausgetragen wurden die Begegnungen am 22. Oktober 2011. Die Wiederholungsspiele fanden am 29. Oktober 2011 statt.
|                       | Ergebnis |                         |
| --------------------- | -------- | ----------------------- |
| Clachnacuddin F.C.    | 1:1      | FC Inverurie Loco Works |
| FC Vale of Leithen    | 3:2      | Cove Rangers            |
| Gala Fairydean FC     | 5:2      | FC Golspie Sutherland   |
| Boness United         | 2:1      | FC Whitehill Welfare    |
| FC Fraserburgh        | 0:0      | Elgin City              |
| Wigtown & Bladnoch    | 0:9      | FC Stranraer            |
| FC Peterhead          | 2:0      | Nairn County            |
| Wick Academy          | 0:1      | FC Keith                |
| FC Culter             | 0:2      | FC Spartans             |
| Alloa Athletic        | 2:2      | Annan Athletic          |
| FC Deveronvale        | 4:0      | Berwick Rangers         |
| FC Auchinleck Talbot  | 8:1      | Threave Rovers          |
| FC Huntly             | 0:3      | FC Queen’s Park         |
| FC Montrose           | 2:1      | FC Clyde                |
| Edinburgh City        | 0:1      | FC Irvine Meadow XI     |
| FC East Stirlingshire | 1:1      | Buckie Thistle          |

### Wiederholungsspiele
|                         | Ergebnis  |                       |
| ----------------------- | --------- | --------------------- |
| FC Inverurie Loco Works | 3:2       | Clachnacuddin F.C.    |
| Elgin City              | 5:2       | FC Fraserburgh        |
| Annan Athletic          | 2:0       | Alloa Athletic        |
| Buckie Thistle          | 2:4 n. V. | FC East Stirlingshire |

## 3. Runde
Ausgetragen wurden die Begegnungen am 19. November 2011. Die Wiederholungsspiele fanden am 26. November 2011 statt.
|                         | Ergebnis |                       |
| ----------------------- | -------- | --------------------- |
| FC Culter               | 1:1      | Partick Thistle       |
| Ayr United              | 2:2      | FC Montrose           |
| FC Irvine Meadow XI     | 0:6      | FC Livingston         |
| Stirling Albion         | 1:2      | FC Dundee             |
| FC Stenhousemuir        | 4:0      | Annan Athletic        |
| Greenock Morton         | 5:1      | FC Deveronvale        |
| Airdrie United          | 11:00    | FC Gala Fairydean     |
| FC Keith                | 0:1      | FC Arbroath           |
| Elgin City              | 1:1      | FC Queen’s Park       |
| FC Stranraer            | 1:1      | Forfar Athletic       |
| Inverurie Loco Works FC | 2:4      | FC Peterhead          |
| Ross County             | 4:0      | Albion Rovers         |
| Boness United           | 0:3      | FC Cowdenbeath        |
| FC Auchinleck Talbot    | 3:1      | FC Vale of Leithen    |
| Brechin City            | 3:0      | FC Dumbarton          |
| FC East Fife            | 5:0      | FC East Stirlingshire |

### Wiederholungsspiele
|                 | Ergebnis |              |
| --------------- | -------- | ------------ |
| Partick Thistle | 4:0      | FC Culter    |
| FC Montrose     | 1:2      | Ayr United   |
| FC Queen’s Park | 3:1      | Elgin City   |
| Forfar Athletic | 3:0      | FC Stranraer |

## 4. Runde
Ausgetragen wurden die Begegnungen am 7. und 8. Januar 2012. Die Wiederholungsspiele fanden am 17. und 18. Januar 2012 statt.
|                              | Ergebnis |                      |
| ---------------------------- | -------- | -------------------- |
| Ross County                  | 7:0      | FC Stenhousemuir     |
| FC Livingston                | 1:2      | Ayr United           |
| Raith Rovers                 | 1:2      | Greenock Morton      |
| Heart of Midlothian          | 1:0      | Auchinleck Talbot FC |
| FC Cowdenbeath               | 2:3      | Hibernian Edinburgh  |
| FC St. Johnstone             | 2:1      | Brechin City         |
| Forfar Athletic              | 0:4      | FC Aberdeen          |
| Partick Thistle              | 0:1      | Queen of the South   |
| Inverness Caledonian Thistle | 1:1      | Dunfermline Athletic |
| FC Falkirk                   | 2:0      | FC East Fife         |
| FC Motherwell                | 4:0      | FC Queen’s Park      |
| FC Arbroath                  | 0:4      | Glasgow Rangers      |
| FC Peterhead                 | 0:3      | Celtic Glasgow       |
| Airdrie United               | 2:6      | Dundee United        |
| FC Dundee                    | 1:1      | FC Kilmarnock        |
| FC St. Mirren                | 0:0      | Hamilton Academical  |

### Wiederholungsspiele
|                      | Ergebnis  |                              |
| -------------------- | --------- | ---------------------------- |
| Dunfermline Athletic | 1:3 n. V. | Inverness Caledonian Thistle |
| Hamilton Academical  | 0:1       | FC St. Mirren                |
| FC Kilmarnock        | 2:1       | FC Dundee                    |

## Achtelfinale
Das Achtelfinale wurde am 4., 5. und 15. Februar 2012 Ausgetragen. Die Wiederholungsspiele fanden am 14. Februar 2012 statt.
|                              | Ergebnis |                    |
| ---------------------------- | -------- | ------------------ |
| Hibernian Edinburgh          | 1:0      | FC Kilmarnock      |
| FC Motherwell                | 6:0      | Greenock Morton    |
| FC St. Mirren                | 1:1      | Ross County        |
| Inverness Caledonian Thistle | 0:2      | Celtic Glasgow     |
| FC Aberdeen                  | 1:1      | Queen of the South |
| Glasgow Rangers              | 0:2      | Dundee United      |
| Heart of Midlothian          | 1:1      | FC St. Johnstone   |
| Ayr United                   | 2:1      | FC Falkirk         |

### Wiederholungsspiele
|                    | Ergebnis  |                     |
| ------------------ | --------- | ------------------- |
| Ross County        | 1:2       | FC St. Mirren       |
| Queen of the South | 1:2       | FC Aberdeen         |
| FC St. Johnstone   | 1:2 n. V. | Heart of Midlothian |

## Viertelfinale
Ausgetragen wurden die Begegnungen am 10. und 11. März 2012. Die Wiederholungsspiele fanden am 21. März 2012 statt.
|                     | Ergebnis |                     |
| ------------------- | -------- | ------------------- |
| Heart of Midlothian | 2:2      | FC St. Mirren       |
| Ayr United          | 0:2      | Hibernian Edinburgh |
| FC Motherwell       | 1:2      | FC Aberdeen         |
| Dundee United       | 0:4      | Celtic Glasgow      |

### Wiederholungsspiele
|               | Ergebnis |                     |
| ------------- | -------- | ------------------- |
| FC St. Mirren | 0:2      | Heart of Midlothian |

## Halbfinale
Ausgetragen werden die Begegnungen am 14. und 15. April 2012.
|                | Ergebnis |                     |
| -------------- | -------- | ------------------- |
| FC Aberdeen    | 1:2      | Hibernian Edinburgh |
| Celtic Glasgow | 1:2      | Heart of Midlothian |

## Finale
| Hibernian Edinburgh                                            | Hibernian Edinburgh | Heart of Midlothian | Heart of Midlothian |
| -------------------------------------------------------------- | --- | --- | ------------------- |
| Hibernian Edinburgh                                            | \| 19. Mai 2012 um 15:00 Uhr (Ortszeit) in Glasgow (Hampden Park) \| \| Ergebnis: 1:5 (1:2) \| \| Zuschauer: 51.041 \| \| Schiedsrichter: Craig A. Thomson \| \| Spielbericht \|                                                                                  | \| 19. Mai 2012 um 15:00 Uhr (Ortszeit) in Glasgow (Hampden Park) \| \| Ergebnis: 1:5 (1:2) \| \| Zuschauer: 51.041 \| \| Schiedsrichter: Craig A. Thomson \| \| Spielbericht \|                                                                                        | Heart of Midlothian |
| Hibernian Edinburgh                                            | Mark Brown – Paul Hanlon, James McPake, Matt Doherty – Isaiah Osbourne, Jorge Claros (42. Ivan Sproule), Lewis Stevenson, Tom Soares (76. George Francomb), Pa Saikou Kujabi – Garry O’Connor (54. Eoin Doyle), Leigh Griffiths Cheftrainer: Pat Fenlon ( Irland) | Jamie MacDonald – Andy Webster, Darren Barr, Danny Grainger, Marius Žaliūkas – Ryan McGowan, Ian Black (86. Scott Robinson), Rudolf Skácel, Andrew Driver (84. Mehdi Taouil), Suso Santana (76. Craig Beattie), – Stephen Elliott Cheftrainer: Paulo Sérgio ( Portugal) | Heart of Midlothian |
| Hibernian Edinburgh                                            | 1:2 James McPake (41.) | 0:1 Darren Barr (15.) 0:2 Rudolf Skácel (27.) 1:3 Danny Grainger (47., Elfm.) 1:4 Ryan McGowan (50.) 1:5 Rudolf Skácel (75.) | Heart of Midlothian |
| Hibernian Edinburgh                                            | Pa Saikou Kujabi (18.), Matt Doherty (53.) | | Heart of Midlothian |
| Hibernian Edinburgh                                            | Pa Saikou Kujabi (47.) | | Heart of Midlothian |
| Hibernian Edinburgh                                            | Spieler des Spiels: Rudolf Skácel | | Heart of Midlothian |
| 19. Mai 2012 um 15:00 Uhr (Ortszeit) in Glasgow (Hampden Park) | | |                     |
| Ergebnis: 1:5 (1:2)                                            | | |                     |
| Zuschauer: 51.041                                              | | |                     |
| Schiedsrichter: Craig A. Thomson                               | | |                     |
| Spielbericht                                                   | | |                     |